# دنیل بکمن اندرسن
دنیل بکمن اندرسن (دانمارکی: Daniel Bachmann Andersen؛ زادهٔ ۱ ژوئن ۱۹۹۰) سوارکار اهل دانمارک است.
وی در مسابقات کشوری و بین‌المللی در مجموع برندهٔ ۱ مدال طلا، ۱ مدال نقره، ۲ مدال برنز شده است.